# مورچه برگ‌بر

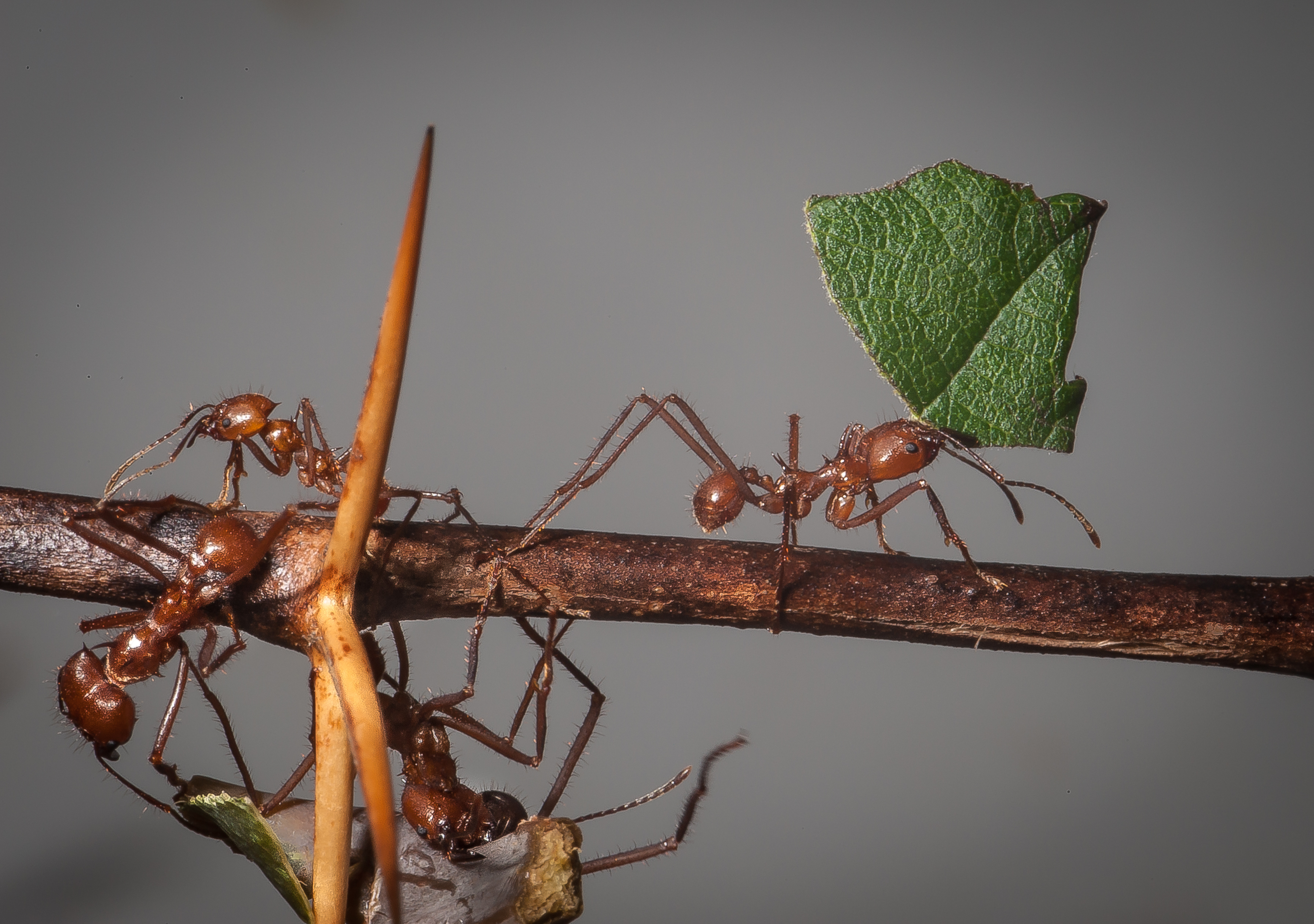
Atta cephalotes، باغ وحش ویلهلما، اشتوتگارت

مورچه‌های برگ‌بُر (به انگلیسی: Leafcutter ants)، نامی غیرعمومی، برای هر یک از ۴۷ گونه مورچه‌های برگ‌جونده وابسته به دو سردهٔ Atta و Acromyrmex است. این گونه از مورچه‌های گرمسیری و قارچ‌کار همگی بومی آمریکای جنوبی و مرکزی، مکزیک و بخش‌هایی از جنوب ایالات متحده هستند. مورچه‌های برگ‌بر می‌توانند بیست برابر وزن بدن خود را حمل کنند و پوشش گیاهی تازه (برگ‌ها، گل‌ها و علف‌ها) را بریده و پردازش کنند تا به عنوان بستر تغذیه‌ای برای کشت‌های قارچی خود عمل کنند.

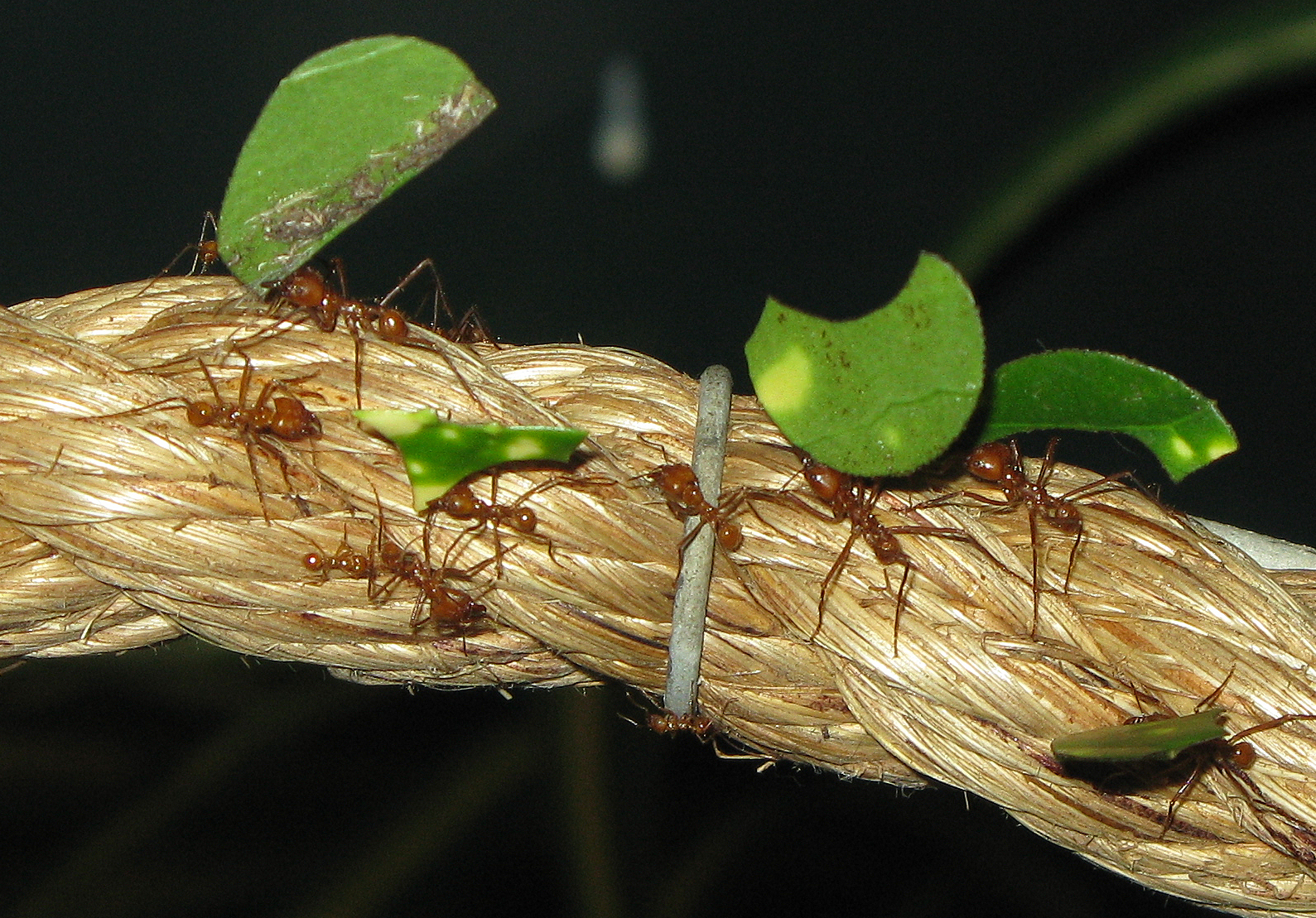
مورچه برگ‌بر Atta cephalotes